# Liste des titres musicaux numéro un aux États-Unis en 1981
Cette page liste les titres musicaux ayant eu le plus de succès au cours de l'année 1981 aux États-Unis d'après le magazine Billboard.

## Historique
| Date         | Artiste(s)                 | Titre                                 | Référence |
| ------------ | -------------------------- | ------------------------------------- | --------- |
| 3 janvier    | John Lennon                | (Just Like) Starting Over             |           |
| 10 janvier   | John Lennon                | (Just Like) Starting Over             |           |
| 17 janvier   | John Lennon                | (Just Like) Starting Over             |           |
| 24 janvier   | John Lennon                | (Just Like) Starting Over             |           |
| 31 janvier   | Blondie                    | The Tide Is High                      |           |
| 7 février    | Kool & the Gang            | Celebration                           |           |
| 14 février   | Kool & the Gang            | Celebration                           |           |
| 21 février   | Dolly Parton               | 9 to 5                                |           |
| 28 février   | Eddie Rabbitt              | I Love a Rainy Night                  |           |
| 7 mars       | Eddie Rabbitt              | I Love a Rainy Night                  |           |
| 14 mars      | Dolly Parton               | 9 to 5                                |           |
| 21 mars      | REO Speedwagon             | Keep On Loving You                    |           |
| 28 mars      | Blondie                    | Rapture                               |           |
| 4 avril      | Blondie                    | Rapture                               |           |
| 11 avril     | Hall & Oates               | Kiss on My List                       |           |
| 18 avril     | Hall & Oates               | Kiss on My List                       |           |
| 25 avril     | Hall & Oates               | Kiss on My List                       |           |
| 2 mai        | Sheena Easton              | Morning Train (Nine to Five)          |           |
| 9 mai        | Sheena Easton              | Morning Train (Nine to Five)          |           |
| 16 mai       | Kim Carnes                 | Bette Davis Eyes                      |           |
| 23 mai       | Kim Carnes                 | Bette Davis Eyes                      |           |
| 30 mai       | Kim Carnes                 | Bette Davis Eyes                      |           |
| 6 juin       | Kim Carnes                 | Bette Davis Eyes                      |           |
| 13 juin      | Kim Carnes                 | Bette Davis Eyes                      |           |
| 20 juin      | Stars on 45                | Stars on 45                           |           |
| 27 juin      | Kim Carnes                 | Bette Davis Eyes                      |           |
| 4 juillet    | Kim Carnes                 | Bette Davis Eyes                      |           |
| 11 juillet   | Kim Carnes                 | Bette Davis Eyes                      |           |
| 18 juillet   | Kim Carnes                 | Bette Davis Eyes                      |           |
| 25 juillet   | Air Supply                 | The One That You Love                 |           |
| 1er août     | Rick Springfield           | Jessie's Girl                         |           |
| 8 août       | Rick Springfield           | Jessie's Girl                         |           |
| 15 août      | Diana Ross & Lionel Richie | Endless Love                          |           |
| 22 août      | Diana Ross & Lionel Richie | Endless Love                          |           |
| 29 août      | Diana Ross & Lionel Richie | Endless Love                          |           |
| 5 septembre  | Diana Ross & Lionel Richie | Endless Love                          |           |
| 12 septembre | Diana Ross & Lionel Richie | Endless Love                          |           |
| 19 septembre | Diana Ross & Lionel Richie | Endless Love                          |           |
| 26 septembre | Diana Ross & Lionel Richie | Endless Love                          |           |
| 3 octobre    | Diana Ross & Lionel Richie | Endless Love                          |           |
| 10 octobre   | Diana Ross & Lionel Richie | Endless Love                          |           |
| 17 octobre   | Christopher Cross          | Arthur's Theme (Best That You Can Do) |           |
| 24 octobre   | Christopher Cross          | Arthur's Theme (Best That You Can Do) |           |
| 31 octobre   | Christopher Cross          | Arthur's Theme (Best That You Can Do) |           |
| 7 novembre   | Hall & Oates               | Private Eyes                          |           |
| 14 novembre  | Hall & Oates               | Private Eyes                          |           |
| 21 novembre  | Olivia Newton-John         | Physical                              |           |
| 28 novembre  | Olivia Newton-John         | Physical                              |           |
| 5 décembre   | Olivia Newton-John         | Physical                              |           |
| 12 décembre  | Olivia Newton-John         | Physical                              |           |
| 19 décembre  | Olivia Newton-John         | Physical                              |           |
| 26 décembre  | Olivia Newton-John         | Physical                              |           |